# 水晶魚演習

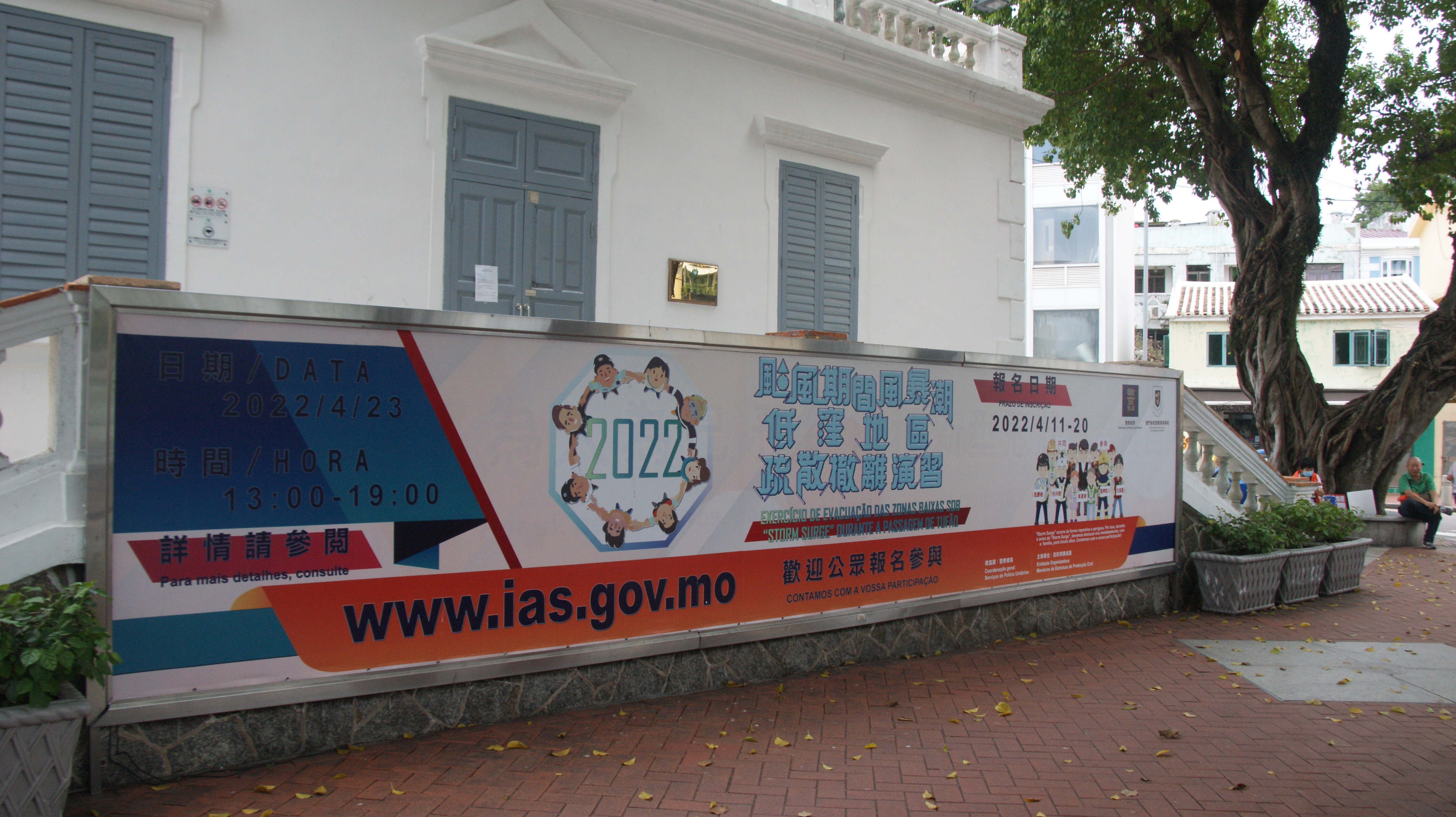
演習宣傳橫額

水晶魚颱風演習（英語：Typhoon Drill Crystal Fish），是澳門政府為了在進入颱風季節後能夠強化民防架構成員之間的溝通機制，檢視應急計劃的可行性，提升民防體系的應急處理能力。同時亦邀請多個民間團體參與，加強默契及提高社會的防災意識。

## 簡介
2017年天鴿重創本澳，令政府汲取教訓，並反思防災減災工作的不足，災後即統籌跨部門組成檢討重大災害應變機制暨跟進委員會，聽取社會多方意見和專家建議，全面檢視應對災害機制。2018年4月中特首與一衆官員階段性總結，公佈了本年度十項防災重點工作，包括修訂《民防綱要法》，制訂多項應急預案，編制防災減災十年規劃，建設應急指揮應用平台等，多涉體制完善及實務措施。

## 歷年演習

### 水晶魚
從4月28日舉行，透過演習藉此測試剛新制定的『颱風期間風暴潮低窪地區疏散撤離計劃』及『應急指揮應用平台』的實用性和可操作性，同時又檢視及強化民防架構成員之間應急管理能力。模擬澳門受到超強颱風水晶魚正面吹襲，澳門氣象局發出黑色風暴潮預警，適逢天文大潮，雙潮疊加，預計低窪地區會出現1.5米或以上的嚴重水浸，危及該地區居民的生命及財產安全，民防架構即時採取撤離措施。
演習地點分別為下環街區和路環區進行，分別下環街區的河邊新街、比厘喇馬忌士街，路環區的打纜前地、船鋪前地、荔枝碗近田畔街及船人街。 澳門行政長官崔世安仍都在民防行動中心視察，了解颱風演習的情況，隨後也聽取各部門的工作匯報。

### 水晶魚2019
原先4月27日下午二時至七時舉行演習，但演習期間，曾一度因應氣象局發出雷暴警告而中止演習2小時40分鐘。今年亦會聯同民間社團及市民進行，以加深大眾對疏散計劃的認識，強化民防架構成員與民間機構、市民的溝通和協作能力。而且演習區將於同步測試該區音頻及廣播系統。今年除了下環區和路環區外，還擴大青洲區、筷子基區及內港區，五大區域中的局部地區進行演習，模擬受超強颱風水晶魚正面吹襲，預計水位會高於路面2.5米以上，協助低窪地區市民進行點對點的疏散工作；社會工作局開啟六個避險中心、四個需扶助人士集合點及緊急疏散停留點，交通事務局、澳門消防局及澳門紅十字會安排車輛接載有需要的人士前往避險中心，教育及青年發展局疏散在校師生(桌上演練)，交通事務局關閉低窪地區的公共停車場；以及電力公司地區性暫停供電的預警發佈。演習後黃少澤表示，日後演習往後會成為一個恆常性演習，延續去年的水晶魚颱風演習，今年的演習代號也定名為「水晶魚2019」。

### 水晶魚2020
6月27日下午一時至七時，以檢視及優化各項應急預案，強化民防架構成員間的溝通及聯動能力，及提升市民大眾對疏散撤離計劃的熟悉度和配合度，由於受全球COVID-19疫情影響，演習過程中會受到遵從衞生局的指引，採取各批分組的形式進行，而在避險中心內會安排非同一家團成員保持一定的距離。颱風水晶魚正面吹襲，加上正值天文大潮，氣象局預計水位將高於路面1.5米至2.5米，故發出紅色風暴潮警告信號。同時透過低窪地區廣播系統、短訊、媒體、社交平台及手機應用程式等渠道向市民旅客發送有關的民防訊息。

### 水晶魚2021
4月24日舉行民防演習。演習地點分別在澳門、氹仔及路環的局部地區進行。颱風水晶魚正面吹襲，加上正值天文大潮，氣象局預計水位將高於路面2.5米，因此發出黑色風暴潮警告信號。為保障公眾的生命財產安全，根據上年9月15日正式生效的《民防法律制度》，演習過程中宣佈進入即時預防狀態。

### 水晶魚2022
4月23日下午一時至七時進行實地颱風演習，地點與上年同樣分別澳門、氹仔及路環的局部地區進行為應對本年度的颱風及風暴潮並作充足準備，屆時一戶通將配合發送相關演習訊息。模擬受超強颱風水晶魚正面吹襲，且受風暴潮影響導致低窪地區嚴重水浸，氣象局發出黑色風暴潮警告信號。

### 水晶魚2023
民防演習分成A、B兩線在4月23日下午分別在澳門半島和離島同步舉行，歷時四個半小時。演習模擬大約有50項颱風期間發生的事故，有3058戶居民受疏散撤離。參與者除民防架構成員外，另外包括有52個民間團體及全澳非高等教育學校、29名民防志願者，386名居民，參與總人數達2353人。

## 外部連結
- 警察總局 （页面存档备份，存于）